# Alexander Petrenko
Alexander Petrenko (Rusia, 8 de febrero de 1983) es un atleta ruso especializado en la prueba de triple salto, en la que consiguió ser medallista de bronce europeo en pista cubierta en 2005.

## Carrera deportiva
En el Campeonato Europeo de Atletismo en Pista Cubierta de 2005 ganó la medalla de bronce en el triple salto, con un salto de 16.98 metros, tras su compatriota ruso Igor Spasovkhodskiy (oro con 17.20 metros) y el ucraniano Mykola Savolainen (plata con 17.01 metros).